# Veprîk, Fastiv
Veprîk (în ucraineană Веприк) este localitatea de reședință a comunei Veprîk din raionul Fastiv, regiunea Kiev, Ucraina.

## Demografie
Componența lingvistică a localității Veprîk
     Ucraineană (96,68%)
     Rusă (3,13%)
     Alte limbi (0,09%)
Conform recensământului din 2001, majoritatea populației localității Veprîk era vorbitoare de ucraineană (96,68%), existând în minoritate și vorbitori de rusă (3,13%).